# Вероника Ајгнер
Вероника Ајгнер (рођена 13. фебруара 2003.) је аустријска алпска скијашица са оштећеним видом. Освојила је златну медаљу на Зимским параолимпијским играма 2022.

## Каријера
Вероника се такмичила на Зимским параолимпијским играма 2022. и освојио златну медаљу у велеслалому и слалому .

## Живот
Њен брат и сестра, Јоханес и Барбара су обоје скијаши са оштећеним видом.